# میدوی، پریش بوسیر، لوئیزیانا
میدوی (به انگلیسی: Midway) یک منطقهٔ مسکونی در ایالات متحده آمریکا است که در پریش باسیر، لوئیزیانا واقع شده‌است. میدوی ۷۱٫۹۳ متر بالاتر از سطح دریا قرار دارد.